# Libro od mnozijeh razloga
Libro od mnozijeh razloga je dubrovački književni zbornik anonimnih prepisivača nastao u 16. stoljeću. Pisan je na štokavskom narječju, pod utjecajima čakavskih, crkvenoslavenskih i talijanskih predložaka. Pisan je hrvatskom ćirilicom dubrovačkog tipa.

## Povijest istraživanja
Libro je u akademskoj sferi široko poznat svega od druge polovice 19. stoljeća te su mu rijetki istraživači posvećivali pažnju. Rukopis je nabavio Ivan Kukuljević Sakcinski, a prvi ga je javnosti predstavio Vatroslav Jagić u časopisu Arkiv 1868. godine. Izdao ga je i opisao Jagićev zet Milan Rešetar, 1926. i 1933. Vladimir Mošin ga je također kataloški opisao pri katalogizaciji rukopisa akademije HAZU. Najviše fokusa među istraživačima je bilo usmjereno na književno proučavanje različitih dijelova zbornika, dok su rasprave o jeziku i pismu bile uglavnom zanemerane. Tek je 2020. godine u čast 500 godina nastanka rukopisa objavljena opsežna sveobuhvatna rasprava, izdanje i pretisak originala u 2 sveska.

## Opis rukopisa
Danas se čuva u arhivu HAZU, pod kataloškim brojem IV. a. 24. Sastoji se od 183 folija. Sadržajno se vidi da nedostaje nekadašnji stvarni početak rukopisa, negdje pola prvog djela, Cvijeta od krjeposti. Osim na početku, po svim naznakama, nedostajuje neki drugi manji dijelovi rukopisa. Sveukupno manjka oko 20 do 25 folija teksta. Pisanje rukopisa je dovršeno 1520. godine, kako je naznačeno na kraju teksta. U pisanju čitavog rukopisa sudjelovalo je šest pisara, od kojih su četiri pisala izvorni dio zbornika, dok su dva pisara nadopisivali u rukopis stoljeće ili dva nakon njegovog nastanka.

## Sadržaj
Sadržajno predstavlja sponu između srednjovjekovne i renesansne književnosti. Započinje tekstom Cvijet od krjeposti, koji od prije poznat hrvatskoj glagoljaškoj književnosti, prema talijanskom izvorniku, Fiore di virtù, kojeg je vjerojatno napisao bolonjski javni bilježnik Tomasso Gozzadini. Dalje se nižu različita djela poput Nauka primudroga Akira, apokrifnih biblijskih tekstova, svetačkih legendi, eshatoloških tekstova, pjesmi te vračarsko-astroloških tekstova.